# Melitaea ardens
Melitaea ardens är en fjärilsart som beskrevs av Erfurth 1923. Melitaea ardens ingår i släktet Melitaea och familjen praktfjärilar. Inga underarter finns listade i Catalogue of Life.